# Sydlig borsttyrann
Sydlig borsttyrann (Pogonotriccus eximius) är en fågel i familjen tyranner inom ordningen tättingar.

## Utbredning och systematik
Fågeln förekommer från sydöstra Brasilien (Espírito Santo) till östra Paraguay och nordöstra Argentina. Den behandlas som monotypisk, det vill säga att den inte delas in i några underarter.

## Status
IUCN kategoriserar arten som nära hotad.